# Ruch Reformatorski
Ruch Reformatorski (fr. Mouvement réformateur, MR) – belgijska, frankofońska partia polityczna o profilu liberalnym i federacyjnym charakterze, działająca na terenie Walonii.

## Historia
Podstawą powołania MR stała się współpraca wyborcza z 1995 i 1999 między walońskimi centrystami z Partii Reformatorsko-Liberalnej (Parti réformateur libéral, PRL) i Demokratycznym Frontem Frankofonów (Front démocratique des francophones, FDF), reprezentującym głównie francuskojęzycznych mieszkańców Brukseli. Ruch Reformatorski utworzono w 2002 jako ścisły sojusz polityczny PRL, FDF, a także chadeckiego Obywatelskiego Ruchu na rzecz Zmian (Mouvement des citoyens pour le changement, MCC) oraz działającej we wspólnocie niemieckojęzycznej Partii na rzecz Wolności i Postępu (Partei für Freiheit und Fortschritt, PFF). Szyld PRL, największego ugrupowania federacji, przestał być wkrótce stosowany (jej działacze występują jako przedstawiciele MR), pozostałe formacje zachowały w ramach koalicji autonomię organizacyjną.
Ruch Reformatorski od początku współtworzył kolejne rządy Guya Verhofstadta, Yves'a Leterme, Hermana Van Rompuya i ponownie Yves'a Leterme. W latach 2004–2009 jeden z jego liderów, Louis Michel, reprezentował Belgię w Komisji Europejskiej.
MR dołączył do Partii Porozumienia Liberałów i Demokratów na rzecz Europy, natomiast MCC działa w Europejskiej Partii Demokratycznej.
W 2011 partia FDF w trakcie kryzysu politycznego związanego z tworzeniem nowego rządu zdecydowała się opuścić federację. W tym samym roku Ruch Reformatorski wszedł do koalicji rządowej popierającej rząd, na czele którego stanął waloński socjalista Elio Di Rupo.
W 2014 po kolejnych wyborach krajowych i kilkumiesięcznych negocjacjach reformatorzy dołączyli do nowej koalicji rządowej, w ramach której premierem został ich lider Charles Michel. W 2019 na tej funkcji zastąpiła go działaczka MR Sophie Wilmès, stając na czele mniejszościowego rządu przejściowego (w 2020 jej gabinet przekształcił się w pełnoprawny rząd ze szczególnymi pełnomocnictwami w związku z pandemią COVID-19). Gdy w 2020 nowy większościowy rząd utworzył flamandzki liberał Alexander De Croo, Ruch Reformatorski dołączył do nowej koalicji rządowej. Liberałowie pozostali u władzy także w 2025, gdy kolejnym premierem został Bart De Wever.

## Wyniki wyborcze
Wybory do Izby Reprezentantów:
- 1995: 10,3% głosów, 18 mandatów – kartel wyborczy PRL i FDF
- 1999: 11,1% głosów, 18 mandatów – kartel wyborczy PRL, FDF i MCC
- 2003: 11,4% głosów, 23 mandaty
- 2007: 12,5% głosów, 24 mandaty
- 2010: 9,3% głosów, 18 mandatów[8]
- 2014: 9,6% głosów, 20 mandatów
- 2019: 7,6% głosów, 14 mandatów
- 2024: 10,3% głosów, 20 mandatów[9]

## Przewodniczący
- 2002–2003: Daniel Ducarme
- 2003–2004: Antoine Duquesne
- 2004–2011: Didier Reynders
- 2011–2014: Charles Michel[10]
- 2014–2019: Olivier Chastel
- 2019–2019: Charles Michel
- od 2019: Georges-Louis Bouchez